# Высокоключевой
Высокоключево́й — посёлок в Гатчинском муниципальном округе Ленинградской области.

## История
На карте 1885 года посёлок отсутствует.

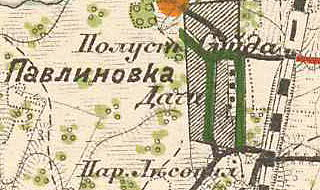
План посёлка Высокоключевой (Павлиновка). 1913 год

На карте 1913 года обозначен как дачный посёлок Павлиновка при полустанции Суйда. В посёлке находилась паровая лесопилка.
С 1917 по 1920 год существовали отдельные деревня Высокая и посёлок Ключевой Высоко-Ключевского сельсовета Гатчинской волости Детскосельского уезда.
С 1 января 1921 года они учитываются как единый посёлок Высоко-Ключевой.
С 1922 года — в составе Поселкового сельсовета.
С 1923 года — в составе Гатчинского уезда.
Согласно данным переписи населения СССР 1926 года в посёлке Высоко-Ключевое Поселковского сельсовета Троцкой волости Троцкого уезда проживали 350 человек, большинство русские.
С 1927 года — в составе Троцкого района.
С 1928 года — в составе Прибытковского сельсовета Красногвардейского района.

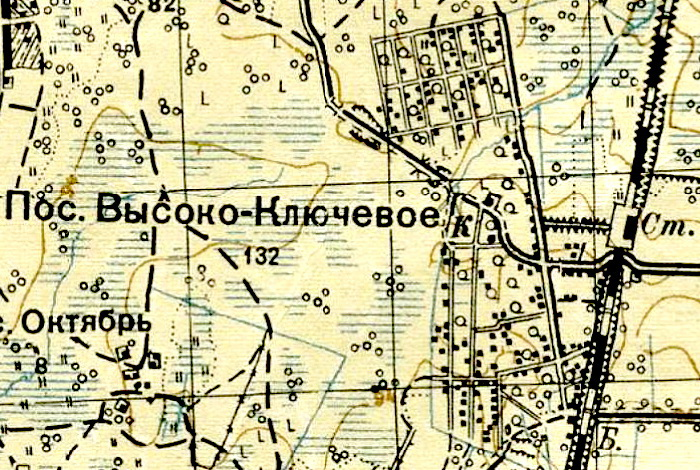
План посёлка Высокоключевой. 1931 год

В 1931 году согласно данным топографической карты РККА Ленинградской области посёлок Высоко-Ключевое насчитывал 132 двора.
По данным 1933 года в состав Прибытковского сельсовета Красногвардейского района входила деревня Высоко-Ключевое.
По данным на 1 января 1935 года в посёлке Высокое-Ключевое проживали 690 человек.
С 1936 года в составе Воскресенского сельсовета Гатчинского района.
Посёлок был освобождён от немецко-фашистских оккупантов 27 января 1944 года.
По данным 1966 и 1973 годов посёлок Высокоключевой входил в состав Воскресенского сельсовета и являлся его административным центром.
По данным 1990 года в посёлке Высокоключевой проживали 1562 человека. Посёлок являлся административным центром Воскресенского сельсовета, в который входили 8 населённых пунктов: деревни Мельница, Новокузнецово, Пижма, Погост; посёлки Высокоключевой, Суйда; посёлок при станции Суйда; село Воскресенское, общей численностью населения 3405 человек.
В 1997 году в посёлке проживал 1101 человек.
Численность населения по переписи 2002 года составляла 1202 человека (русские — 93%), в 2007 году — 1296, в 2010 году — 1356 человек.

## География
Посёлок расположен в центральной части Гатчинского района на автодороге 41К-101 (Никольское — Воскресенское).
Расстояние до административного центра поселения, посёлка Кобринское — 6,5 км. Расстояние до районного центра — 15 км.
Расстояние до ближайшей железнодорожной платформы Суйда — 1 км.

## Демография
| 1862  | 1990  | 1997  | 2002  | 2007  | 2010  | 2014  |
| ----- | ----- | ----- | ----- | ----- | ----- | ----- |
| 169   | ↗1562 | ↘1101 | ↗1135 | ↗1296 | ↗1356 | ↘1325 |
| 2017  |       |       |       |       |       |       |
| ↗1441 |       |       |       |       |       |       |

### Национальный состав
Согласно данным Всероссийской переписи населения 2021 года в посёлке проживали 1520 человек, из них:
 русские — 1438, белорусы — 9, цыгане — 4, татары — 2, украинцы — 2, таджики — 1, узбеки — 1, финны — 1, другие национальности — 14 человек, остальные национальность не указали.

## Инфраструктура
- Библиотека
- Амбулатория
- Отделение почтовой связи
- Продовольственные и продуктовые магазины
- Хозяйственный магазин
- Баня

На 2014 год в посёлке учтено 621 домохозяйство.

## Образование
В посёлке есть средняя общеобразовательная школа:
- МБОУ Высокоключевая СОШ[22]

## Транспорт
К востоку от посёлка расположен остановочный пункт Суйда железной дороги Санкт-Петербург — Луга, по которой осуществляется пассажирское сообщение пригородными электропоездами.
К востоку от посёлка проходит автодорога 41К-100 (Гатчина — Куровицы), по которой осуществляется автобусное сообщение пригородными маршрутами:
- № 151 Гатчина — Сиверский
- № 151Д Гатчина — Дружная Горка
- № 534 Гатчина — Вырица

## Улицы
1-Мая, Безымянный переулок, Берёзовая, Большой проспект, Горького, Железнодорожная, Зелёная, Зелёный переулок, Ключевая, Колхозная, Комсомольский переулок, Котовского, Культурная, Л. Толстого, Лермонтова, Лесной проспект, Луговая, Малороссийская, Маяковского, Мичурина, Некрасова, Новая, Олейниковой, Парковая, Песочная, Пионерская, Почтовая, Пушкинская, Речная, Средний проспект, Торговая, Цветочная, Чапаева, Чехова, Школьная, Щорса.